# Out With Dad
Out With Dad è una pluripremiata webserie drammatica canadese ideata, scritta, diretta e prodotta da Jason Leaver. La serie tratta del rapporto tra Rose, un'adolescente lesbica, e del suo coming out con Nathan, suo padre single; temi come la difficoltà di affrontare il coming out nell'adolescenza e la difficoltà dei genitori di affrontare il coming out di un figlio sono trattati apertamente, e questo ha portato l'organizzazione non lucrativa PFLAG Canada, che riunisce parenti e amici di lesbiche e gay, ad appoggiare ufficialmente Out With Dad.

## Panoramica della webserie
Out With Dad tratta principalmente del rapporto tra un padre single e la figlia adolescente lesbica; il regista Jason Leaver ha pensato che questo poteva essere un argomento suggestivo e divertente, così gli è venuta l'idea di fare una webserie dopo aver scoperto che molto poco era stato prodotto fino a quel momento su questo tema.
Out With Dad si occupa di tematiche importanti LGBT nell'adolescenza. Diventare adulti significa anche esplorare la propria sessualità, prendere consapevolezza del proprio orientamento sessuale e questo diventa impegnativo quando si è gay; questa webserie non solo esplora le tematiche dal punto di vista dell'adolescente Rose, ma esplora anche la prospettiva di papà Nathan, trattando anche le preoccupazioni delle persone che scoprono, o sospettano, che una persona cara è gay. Per questo motivo l'organizzazione non lucrativa PFLAG Canada, che riunisce parenti e amici di lesbiche e gay, ha deciso di appoggiare ufficialmente Out With Dad. La webserie punta anche un riflettore sulle sfide che le persone affrontano quando si trovano di fronte all'omofobia.
Out With Dad offre un prodotto di qualità in termini di armonizzazione del cast corale, colonna sonora, effetti visivi e sceneggiatura. Out With Dad è sostenuta da fan presenti in tutto il mondo, compresi Brasile, Germania, Italia e Stati Uniti d'America; alla fine di aprile 2012 Out With Dad ha raggiunto più di 5 milioni di visualizzazioni. Alcuni fan si occupano di tradurre sottotitoli in molte lingue tra cui portoghese, tedesco, italiano, francese, spagnolo, olandese e ceco.

## Interpreti e personaggi
- Kate Conway: Rose
- Jonathan Robbins: Nathan, papà di Rose (stagione 3)

- Lindsey Middleton: Vanessa
- Corey Lof: Kenny
- Caitlynne Medrek: Claire Daniels
- Laura Jabalee: Alicia Van Harren
- Kelly-Marie Murtha: Angela
- Darryl Dinn: Johnny
- Wendy Glazier: Theresa, mamma di Vanessa
- Jennifer Kenneally: Marion, mamma di Claire
- Jacob Ahearn: Jacob, fratello minore di Vanessa
- Sarah Joy Bennett: la ragazza in metropolitana
- Robert Nolan: Steven, papà di Vanessa
- Will Conlon: Nathan (stagione 1-2)

## Episodi
Due stagioni sono state completate ad oggi; il 6 dicembre 2013 è iniziata la terza stagione.

### Stagione 1
La stagione 1 è stata pubblicata tra l'7 luglio 2010 e il 7 ottobre 2010 ed è composta di 8 episodi. Tutti gli episodi sono stati scritti e diretti da Jason Leaver, colonna sonora originale di Adrian Ellis.
| Episodio | Titolo                 | Durata | Pubblicazione originale | Musiche supplementari                                                                              |
| --- | ---------------------- | ------ | ----------------------- | -------------------------------------------------------------------------------------------------- |
| 1.01 | Rose with Vanessa      | 05:38  | 7 luglio 2010           | Half Light di Lara Martin                                                                          |
| Il primo bacio tra l'adolescente Rose e la sua migliore amica Vanessa confonde Rose e sconvolge Vanessa. |                        |        |                         | |
| 1.02 | Out To Lunch           | 10:01  | 21 luglio 2010          | Heroes di Dan Beausoleil                                                                           |
| Nathan, padre single di Rose, sospetta che sua figlia sia omosessuale e cerca aiuto su Internet, ma si arrende dopo non aver trovato nulla di affidabile e si rivolge a Johnny, suo amico gay. Kenny, amico di Rose, la incoraggia a chiedere scusa a Vanessa. |                        |        |                         | |
| 1.03 | Movie Night with Dad   | 10:12  | 4 agosto 2010           | |
| Le spiegazioni tra Rose e Vanessa non vanno come previsto, ma sulla strada di casa Rose si chiarisce le idee. Alla sera Nathan cerca goffamente di convincere Rose a fare coming out portandola al cinema.                                                     |                        |        |                         | |
| 1.04 | Party Out              | 05:54  | 18 agosto 2010          | - Steady Beating Drum di Lara Martin - Side Swept di Late July - Time is Wasting di Dan Beausoleil |
| Party con Kenny, Rose, Vanessa e i loro amici adolescenti; inizia con balli allegri, finisce con Rose che va a piangere in bagno. |                        |        |                         | |
| 1.05 | Blind Date with Nathan | 07:26  | 1º settembre 2010       | Insomnia di Trio Arjento                                                                           |
| Angela, un'amica di Johnny, ha un appuntamento al buio con Nathan. Nathan le confida i suoi sospetti su Rose e Angela gli dà saggi consigli. |                        |        |                         | |
| 1.06 | Tea with Dad           | 03:09  | 9 settembre 2010        | |
| Le uscite serali di Nathan e Rose terminano con un tè insieme a casa. |                        |        |                         | |
| 1.07 | Chemistry with Vanessa | 06:43  | 23 settembre 2010       | A Well Kept Secret di Late July                                                                    |
| Rose e Vanessa ripassano una lezione di chimica insieme e la "chimica" tra di loro aumenta. |                        |        |                         | |
| 1.08 | Out with Kenny         | 06:55  | 6 ottobre 2010          | |
| Rose fa coming out con Kenny. Quando arriva a casa, Rose inizia ad allenarsi per il coming out con papà. |                        |        |                         | |

### Stagione 2
La stagione 2 è stata pubblicata tra il 7 luglio 2011 e il 12 luglio 2012 ed è composta di 12 episodi. Tutti gli episodi sono stati scritti e diretti da Jason Leaver, colonna sonora originale di Adrian Ellis.
| Episodio | Titolo                  | Durata | Pubblicazione originale | Musiche supplementari |
| --- | ----------------------- | ------ | ----------------------- | --- |
| 2.01 | Out with Dad            | 14:13  | 7 luglio 2011           | |
| Rose fa coming out con papà Nathan; anche se lui era in attesa di questo momento e accetta l'omosessualità della figlia, la reazione di Nathan non è esattamente come lui si aspettava. |                         |        |                         | |
| 2.02 | Asking Out Alicia       | 04:50  | 21 luglio 2011          | |
| Rose incoraggia Kenny a chiedere di uscire ad Alicia Van Harren, loro compagna di scuola, e alla fine Kenny ci riesce. |                         |        |                         | |
| 2.03 | Having it Out           | 12:43  | 3 agosto 2011           | |
| Numerose fonti sostengono che l'adolescente medio sente 26 offese omofobe al giorno, anche se molte persone non si rendono conto che possono far male; ora che Rose ha fatto coming out con se stessa queste offese la fanno star male e va al bagno, dove una compagna di scuola la consola. Theresa, mamma di Vanessa, va a trovare Nathan per parlare delle loro figlie; Nathan fraintende completamente e forza il coming out con Theresa. Lei ha la mente chiusa riguardo all'omosessualità e ha intenzione di vietare a Vanessa di vedersi con Rose per sempre. |                         |        |                         | |
| 2.04 | With Jacob and Vanessa  | 03:35  | 17 agosto 2011          | |
| Theresa e suo marito stanno litigando al piano di sotto; Jacob, fratello di Vanessa, ha paura di perdere la sorella e parla con lei del fratello maggiore, che è stato cacciato via per qualcosa che Jacob non capisce. |                         |        |                         | |
| 2.05 | Striking Out            | 12:18  | 1º settembre 2011       | - What's Left di Late July - Kristy May di The Elwins - Every Song Ever Written di Trio Arjento - Goodnight Lovers, Goodnight Thieves di Gavin Slate |
| Rose scopre l'errore di suo padre Nathan ed esce di casa arrabbiata. Vanessa è triste per la risolutezza della madre Teresa di vietarle di vedersi con Rose, ma lei non vuole essere cacciata via come suo fratello maggiore. Nathan è preoccupato perché Rose è via da casa e si dimentica del suo secondo appuntamento con Angela. Kenny è a casa con Alicia quando Rose suona il campanello; Alicia è preoccupata per il ruolo di Rose nella vita di Kenny, ma Kenny riesce a rassicurare Alicia senza bisogno di costringere Rose a fare coming out.              |                         |        |                         | |
| 2.06 | Working it Out          | 14:29  | 15 settembre 2011       | Apology di Dan Beausoleil |
| Kenny porta Rose a casa. Nathan cerca di scusarsi con Rose, ma lei non è disposta a perdonarlo a causa della risolutezza della madre di Vanessa di tenerla lontana da lei. Nathan chiede aiuto a Johnny che gli suggerisce di partecipare insieme ad un incontro di PFLAG Canada. Alla fine, Nathan e Johnny riescono a convincere Rose. |                         |        |                         | |
| 2.07 | Out with PFLAG, Part I  | 12:12  | 2 marzo 2012            | |
| Rose, Nathan e Johnny partecipano a un incontro di PFLAG Canada. Anche la ragazza che aveva consolato Rose nel bagno di scuola partecipa all'incontro. La sceneggiatura delle storie raccontate in questo episodio è in parte tratta da storie vere spedite alla produzione dal pubblico della serie web. |                         |        |                         | |
| 2.08 | Out with PFLAG, Part II | 14:42  | 4 aprile 2012           | |
| Il nome della ragazza nel bagno è Claire Daniels; Claire e Rose si conoscono un po' di più durante l'intervallo. Alla fine, dopo l'intervallo, anche Rose e Nathan condividono la loro storia. La sceneggiatura delle storie raccontate in questo episodio è in parte tratta da storie vere spedite alla produzione dal pubblico della serie web. |                         |        |                         | |
| 2.09 | Chatting with Claire    | 07:36  | 23 aprile 2012          | |
| Rose e Claire diventano amiche su Facebook. |                         |        |                         | |
| 2.10 | The Museum Outing       | 14:13  | 3 maggio 2012           | Good Day di Robyn Dell'Unto |
| Rose e Kenny vanno a trovare Claire dove lavora, allo Scarborough Historical Museum di Toronto; Rose e Claire passano una bella giornata. Nathan cerca di recuperare la brutta figura invitando Angela a un altro appuntamento. |                         |        |                         | |
| 2.11 | Out with Doubts         | 13:55  | 17 giugno 2012          | - It Was Real di Livi - White Lies di Lesley Pike |
| Rose è al bar con Claire e incontra Vanessa per caso; aumenta la confusione nei suoi sentimenti. Nathan al lavoro ha a che fare con una battuta omofoba e non sa cosa fare. Rose al parco ha un incontro simile con due compagne di scuola pettegole. |                         |        |                         | |
| 2.12 | Out of Mind             | 10:01  | 12 luglio 2012          | - Girl Who Stole The Sun di The Mittenz - Side Swept di Late July                                                                                    |
| Rose conosce Claire un po' meglio e alla fine il discorso va su Vanessa. Quando è sola, Rose comincia a riflettere sui suoi sentimenti e si sente insicura su come affrontare la propria confusione. |                         |        |                         | |

### Stagione 3
La stagione 3 è stata suddivisa in tre tronconi, la prima parte è stata pubblicata in dicembre. 
| Episodio | Titolo                                 | Durata | Pubblicazione originale | Musiche supplementari                                               |
| --- | -------------------------------------- | ------ | ----------------------- | ------------------------------------------------------------------- |
| 3.01 | Starting Out                           | 09:52  | 6 dicembre 2013         | Say Your Name di Girl Who Got Away It Feels The Same di Simon Walls |
| Un nuovo inizio per Rose e Nathan che hanno appena concluso il loro trasloco. Poi Rose riceve un invito a cena a casa di Claire, la domanda è: ma sarà un appuntamento? |                                        |        |                         |                                                                     |
| 3.02 | Dining In & Out                        | 11:16  | 7 dicembre 2013         | My Lady in July di Morgan Cameron Ross                              |
| Tutte le famiglie sono strane a modo loro. Per Rose è il momento di conoscere quella di Claire. Nel frattempo, a casa Miller, Nathan è messo in scacco da Angela. |                                        |        |                         |                                                                     |
| 3.03 | Storming In & Out                      | 06:02  | 8 dicembre 2013         |                                                                     |
| La serata di Rose e Claire non è andata proprio come speravano. Ma la tempesta continua anche a casa di Rose. |                                        |        |                         |                                                                     |
| 3.04 | Swashbuckling Adventures of Making Out | 07:51  | 9 dicembre 2013         |                                                                     |
| Per sfuggire alla tempesta, Rose e Claire si rifugiano al cinema. |                                        |        |                         |                                                                     |
| 3.05 | Outed                                  | 11:28  | 10 dicembre 2013        |                                                                     |
| La serata al cinema è stata fantastica, ma il giorno dopo a scuola c'è una sorpresa per Rose: all'improvviso è diventata famosa. Purtroppo è Vanessa ad avere la peggio in questa situazione: non ha la sua migliore amica, né una ragazza e i suoi genitori non la lasciano essere se stessa. |                                        |        |                         |                                                                     |
| 3.06 | Out with (Song and) Dance              | 09:13  | 11 dicembre 2013        | I Don't Care Who Knows di Adrian Ellis                              |
| Tutt'altra atmosfera si respira in questa puntata formato musical. Rose ha un po' di tristezza addosso, ma Claire sa come farla passare. |                                        |        |                         |                                                                     |

## Premi
2nd annual Indie Soap Awards
- Miglior uso della musica

LA Web Series Festival 2011
- Miglior serie drammatica
- Miglior sceneggiatura in una serie drammatica (Jason Leaver)
- Miglior attrice protagonista in una serie drammatica (Kate Conway)
- Miglior attore protagonista in una serie drammatica (Will Conlon)
- Miglior fotografia in una serie drammatica (Jason Leaver)

3rd annual Indie Soap Awards
- Miglior attrice in una serie drammatica (Kate Conway)

2011 Indie Intertube
- Miglior attore in una serie drammatica (Will Conlon)
- Miglior sceneggiatura in una serie drammatica (Jason Leaver)

LA Web Series Festival 2012
- Gran premio della giuria
- Miglior serie drammatica
- Miglior cast corale in una serie drammatica (Kate Conway, Will Conlon, Lindsey Middleton, Corey Lof, Laura Jabalee, Darryl Dinn, Jacob Ahearn, Wendy Glazier, Robert Nolan)
- Miglior regia in una serie drammatica (Jason Leaver)
- Miglior sceneggiatura in una serie drammatica (Jason Leaver)
- Miglior fotografia in una serie drammatica (Jason Leaver & Bruce Willian Harper)